# ブライアン郡 (オクラホマ州)
ブライアン郡 (英: Bryan County) は、アメリカ合衆国オクラホマ州に位置する郡である。人口は36,534人（2000年）。郡庁所在地はデュランである。

## 地理
アメリカ合衆国統計局によると、この郡は総面積2,443 km2 (943 mi2) である。このうち2,354 km2 (909 mi2) が陸地で90 km2 (35 mi2) が水地域である。総面積の3.67%が水地域となっている。

### 隣接する郡
- アトカ郡 (北)
- チョクトー郡 (東)
- テキサス州ラマー郡 (南東)
- テキサス州ファニン郡 (南)
- テキサス州グレイソン郡 (南西)
- マーシャル郡 (西)
- ジョンストン郡 (北西)

## 人口動勢

2000年国勢調査に基づくブライアン郡の人口ピラミッド

2000年国勢調査で、この郡は人口36,534人、14,422世帯、及び9,936家族が暮らしている。人口密度は16/km2 (40/mi2) である。7/km2 (18/mi2) の平均的な密度に16,715軒の住宅が建っている。この郡の人種的な構成は白人80.02%、アフリカン・アメリカン1.42%、先住民12.16%、アジア0.44%、太平洋諸島系0.04%、その他の人種1.08%、及び混血4.84%である。ここの人口の2.65%はヒスパニックまたはラテン系である。
この郡内の住民は24.80%が18歳未満の未成年、18歳以上24歳以下が11.70%、25歳以上44歳以下が25.70%、45歳以上64歳以下が22.30%、及び65歳以上が15.40%にわたっている。中央値年齢は36歳である。女性100人ごとに対して男性は95.10人である。18歳以上の女性100人ごとに対して男性は92.40人である。
この郡内の世帯ごとの平均的な収入は27,888米ドルであり、家族ごとの平均的な収入は33,984米ドルである。男性は26,831米ドルに対して女性は20,087米ドルの平均的な収入がある。この郡の一人当たりの収入 (per capita income) は14,217米ドルである。人口の18.40%及び家族の14.00%は貧困線以下である。全人口のうち18歳未満の21.40%及び65歳以上の17.00%は貧困線以下の生活を送っている。

## 都市及び町
- デュラン
- アームストロング
- Achille
- Bennington
- Bokchito
- Caddo
- Calera
- Colbert
- Hendrix
- Kemp
- Kenefic
- Mead
- Silo